# Priiska
Priiska är en ö i Finland. Den ligger i Bottenhavet och i kommunen Nystad i den ekonomiska regionen  Nystadsregionen i landskapet Egentliga Finland, i den sydvästra delen av landet. Ön ligger omkring 78 kilometer nordväst om Åbo och omkring 220 kilometer väster om Helsingfors. 
Öns area är 1,1 hektar och dess största längd är 180 meter i sydöst-nordvästlig riktning. I omgivningarna runt Priiska växer i huvudsak blandskog. Runt Priiska är det ganska glesbefolkat, med 34 invånare per kvadratkilometer. Närmaste större samhälle är Nystad, 18,4 km söder om Priiska.